# Spolmask
Spolmask (Ascaris lumbricoides), är en storvuxen parasitisk rundmask som infekterar människor. Parasiten är en av våra vanligaste tarmparasiter, som livnär sig på näringsinnehållet i tunntarmen. Infektionen kallas för spolmasksinfektion (Ascariasis) , och är vanligast i miljöer med dålig hygien och i samhällen med låg socioekonomisk status . Barn smittas oftare än vuxna. Maskarna sprids som ägg med människans avföring. En individ smittas genom att svälja ägg som därefter kläcks och utvecklas till en larv. Larven penetrerar tarmväggen och transporteras via blodet till lungorna. Från lungorna tar sig larverna vidare till halsen där de sedan sväljs ner igen och utvecklas till en könsmogen spolmask .

## Systematik
Ascaris lumbricoides beskrevs och namngavs av Carl von Linné år 1758. Inom släktet finns också en närbesläktad art, Ascaris suum, spolmask hos svin, som beskrevs av Goeze år 1782. Det var länge oklart om dessa verkligen var olika arter. Det är nu visat att de utgör två reproduktivt åtskilda arter med skillnader i morfologiska egenskaper . De är svåra att skilja från varandra om man jämför deras utseende.

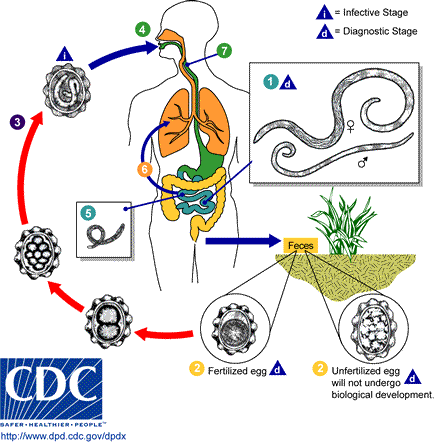
1) Masken, hona och hane 2) Obefruktat ägg 3) Befruktat ägg 4) Intas genom intag av förorenade grönsaker 5) Äggen kläcks i tunntarmen 6) Larverna penetrerar tarmväggen och tar sig till lungorna 7) Maskarna hostas upp och sväljs ner, de hamnar åter i tarmen

## Livscykel
I sitt vuxna stadium lever Ascaris lumbricoides i människans tunntarm. För att klara av miljön i tarmen utsöndrar masken ämnen som hindrar värdens enzymer från att smälta den. Genom muskelaktivitet håller den sig kvar i tarmen. Maskens livscykel innefattar inga frilevande stadier. Endast som ägg lämnar den människans kropp. Honan utsöndrar feromoner för att hanen ska kunna lokalisera henne i tarmen. Hanen använder sin böjda bakdel för att kunna styra spermierna rätt och stabilisera honan under parningen. Honan producerar dagligen cirka 200 000 ägg som kommer ut tillsammans med den infekterades avföring. Äggen behöver mogna för att kunna infektera människan. I fuktig jord så tar denna process ca. tre veckor. Men mognadsprocessen kan, beroende på temperatur, ta flera månader. Äggen är mycket resistenta och kan vid gynnsamma förhållanden överleva i upp till 10 år. Genom att dricka smittat vatten eller äta förorenade grönsaker infekteras människan av masken. Äggen kläcks i tunntarmen. De nykläckta larverna penetrerar tunntarmsväggen, tar sig ut i blodbanan och följer med blodet till lungorna. I sällsynta fall kan maskarna följa med blod och lymfa till andra delar av kroppen som bukspottkörtel, njurar eller hjärna. Från lungornas alveoler tar sig maskarna till luftstrupen där de hostas upp och sväljs. Maskarna tar sig åter till tarmen och utvecklas till vuxna maskar. Det tar ca två till tre månader från intag av ägg tills honan påbörjar sin äggläggning. Vuxna maskar kan leva i tarmen i ett till två år.